# Боаје (Саона и Лоара)
Боаје (фр. Boyer) насеље је и општина у источном делу централне Француске у региону Бургоња, у департману Саона и Лоара која припада префектури Шалон сир Саон.
По подацима из 2011. године у општини је живело 685 становника, а густина насељености је износила 40,46 становника/km². Општина се простире на површини од 16,93 km². Налази се на средњој надморској висини од 260 метара (максималној 305 m, а минималној 169 m).

## Демографија
| 1962. | 1968. | 1975. | 1982. | 1990. | 1999. | 2011. |
| ----- | ----- | ----- | ----- | ----- | ----- | ----- |
| 648   | 704   | 673   | 646   | 655   | 639   | 685   |

График промене броја становника у току последњих година